# Jacques Brugnon
Jacques »Toto« Brugnon, francoski tenisač, * 11. maj 1895, Pariz, Francija, † 20. marec 1978, Pariz.  
Jacques Brugnon je nekdanja številka devet na moški teniški lestvici in zmagovalec dvanajstih turnirjev za Grand Slam v konkurenci dvojic. Med posamezniki se je na turnirjih za Prvenstvo Anglije najdlje uvrstil v polfinale leta 1926, na turnirjih za Amatersko prvenstvo Francije v četrtfinale v letih 1927, 1928 in 1929, kot tudi na turnirjih za Nacionalno prvenstvo ZDA v letih 1927 in 1928, na turnirju za Prvenstvo Avstralije pa se je v edinem nastopu leta 1935 uvrstil v tretji krog. Bil je eden izmed »Štirih mušketirjev«, četverice francoskih tenisačev, ki so bili v dvajsetih in tridesetih letih v teniškem vrhu, ostali trije so Jean Borotra, René Lacoste in Henri Cochet. V konkurenci moških dvojic je petkrat osvojil Amatersko prvenstvo Francije, štirikrat Prvenstvo Anglije in enkrat Prvenstvo Avstralije, v konkurenci mešanih dvojic pa dvakrat Amatersko prvenstvo Francije. Na Olimpijskih igrah 1924 je skupaj s Cochetom osvojil srebrno medaljo med moškimi dvojicami. Leta 1976 so bili vsi »Štirje mušketirje« sprejeti v Mednarodni teniški hram slavnih.